# Passation des pouvoirs entre les présidents de la République française sous la Cinquième République

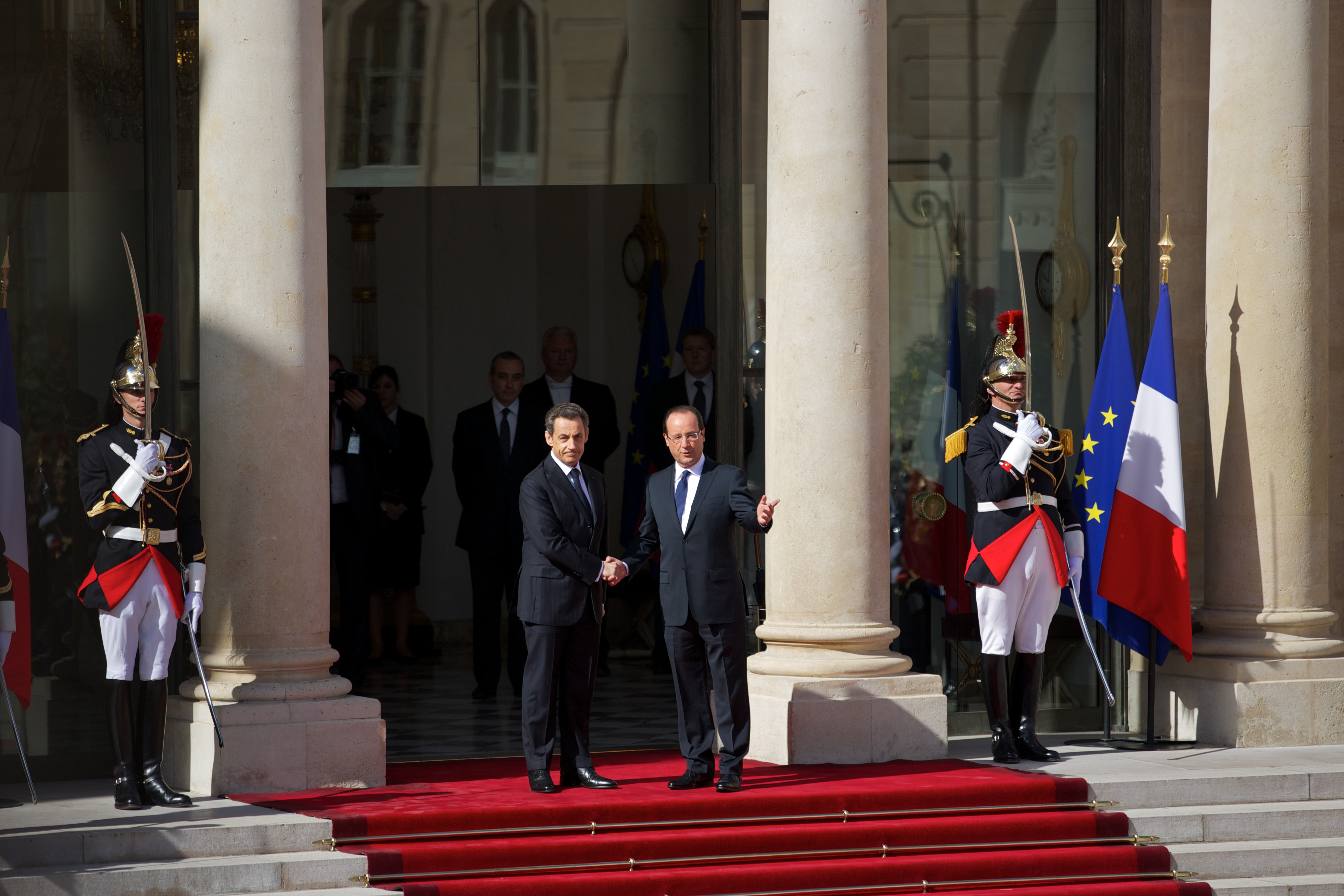
Nicolas Sarkozy, président sortant, et François Hollande, président élu, sur le perron de l'Élysée le 15 mai 2012.

La passation des pouvoirs sous la Cinquième République est une étape majeure de l'investiture du président de la République. Entouré de secret, il est un instant de discussion entre l'ancien et le nouveau Président de la République française, qui dure entre trente minutes et deux heures.

## Historique

### 1959
Charles de Gaulle est accueilli par René Coty le 8 janvier 1959. L'entrevue ne dure que quelques minutes. Après la remise du grand collier de la Légion d'honneur et des discours brefs de l'ancien et du nouveau président, le général de Gaulle déjeune avec Coty. Ils se rendent ensuite à l'Arc de triomphe de l'Étoile.

### 1969
Georges Pompidou est élu au second tour de l'élection présidentielle de 1969 face au président par intérim, Alain Poher.
S'ensuit la première passation de pouvoir de la Ve République, après la réélection puis la démission de Charles de Gaulle. Elle est organisée le 20 juin 1969. Le président sortant ayant démissionné le 28 avril, c'est Alain Poher qui accueille Georges Pompidou à l'Élysée. Il lui transmet les codes nucléaires dans une enveloppe et sous la forme du médaillon du général de Gaulle.

### 1974
La mort de Georges Pompidou rappelle Alain Poher à l'Élysée en tant que président par intérim. Il accueille ainsi Valéry Giscard d'Estaing après son élection à l'élection présidentielle de 1974, et lui transmet les codes nucléaires sous la forme du médaillon du général de Gaulle.

### 1981
La passation des pouvoirs est conduite par le socialiste Pierre Bérégovoy, chargé d'une « antenne présidentielle » par François Mitterrand afin d'organiser la passation des pouvoirs dans les meilleures conditions à la suite de la défaite de Valéry Giscard d'Estaing à l'élection présidentielle de 1981. Elle a lieu le 21 mai 1981. L'entretien entre le président sortant et le président nouvellement élu dure au total quelque cinquante minutes.
Rompant avec le protocole, c'est à pied, comme il l'avait fait sept ans plus tôt à son arrivée à l'Élysée, que Valéry Giscard d'Estaing quitte le palais, à 10 h 15 : il est alors pris à partie par des militants socialistes, qui le sifflent et le huent, masquant les applaudissements de ses partisans,.

### 1995
La passation de pouvoir a lieu le 17 mai 1995. L'entretien dure environ une heure.

### 2007
L'entretien entre Jacques Chirac et Nicolas Sarkozy dure 35 minutes. Il est tendu du fait des désaccords politiques et personnels importants entre les deux hommes de droite.
Jacques Chirac insiste sur la question du Liban, qu'il souhaite que la France continue d'aider. Son interlocuteur accède à peu de ses requêtes, comme le maintien en fonction de Thierry Breton au ministère de l’Économie et de François Baroin au ministère de l'Intérieur ou la nomination d’Hubert Védrine plutôt que de Bernard Kouchner aux ministère des Affaires étrangères. Nicolas Sarkozy montre à Jacques Chirac une photographie du premier congrès du RPR, où il s'est rendu et où ils apparaissent tous les deux.

### 2012
L'entretien entre l'ancien et le nouveau chef de l'État dure une quarantaine de minutes. Les deux hommes, qui se tutoient, parlent notamment de l'opération Barkhane. François Hollande propose à Nicolas Sarkozy de l'appeler s'il a besoin de quelque chose.
Le président sortant demande que trois de ses anciens collaborateurs, dont au premier rang Xavier Musca, trouvent un point de chute honorable.
Parallèlement, les deux premières dames effectuent un entretien pour transmettre des informations sur le protocole et le rôle de la « première dame ».

### 2017
L'entretien dure une heure pleine, ce qui dépasse ce qui avait été prévu par le protocole. Une grande partie de la conversation est d'ordre personnel. Emmanuel Macron annonce à son prédécesseur qu'il compte nommer Gérard Collomb au ministère de l'Intérieur. François Hollande met en garde le président contre un affranchissement de son Premier ministre, Édouard Philippe.